# Playa de Tabarca
La playa de Tabarca o de Levante (en valenciano platja de Llevant) está situada en la isla de Tabarca. Conocida por su reserva marina, es el blanco de miles de turistas temporada tras temporada. Se puede acceder en barco desde los puertos de Santa Pola, Guardamar, Torrevieja y Alicante.
En esta playa es donde suelen ir a parar la mayoría de visitantes de la isla, por lo que es más recomendable pasar el día en otra zona de la isla debido a su saturación.